# Llei Orgànica General del Sistema Educatiu
La LOGSE (abreviatura de Llei Orgànica General del Sistema Educatiu) de 3 d'octubre de 1990 (publicada en el BOE de 4 d'octubre) fou una llei educativa espanyola promulgada pel govern d'Espanya presidit per Felipe González que substituí la Llei General d'Educació de 1970. Es complementà amb la posterior LOPAG referida als aspectes d'organització de centres. Fou derogada per la Llei Orgànica d'Educació (LOE) l'any 2006.

## Principals novetats
- Estructurava el sistema educatiu d'Espanya en diverses etapes: educació infantil, educació primària (6 anys), educació secundària (4 cursos) i batxillerat.
- Introduïa la divisió de la nota de cada matèria en conceptes, actituds i procediments.
- Prenia com a base l'escola comprensiva i l'atenció a la diversitat de l'alumnat.
- Enfocava el currículum a partir del constructivisme.